# Solanum armentalis
Solanum armentalis är en potatisväxtart som beskrevs av J.L.Gentry och D'arcy. Solanum armentalis ingår i släktet skattor som ingår i familjen potatisväxter. Inga underarter finns listade i Catalogue of Life.